# The Elder Scrolls V: Skyrim
The Elder Scrolls V: Skyrim (з англ. Стародавні Сувої V: Скайрим; також The Elder Scrolls V або Skyrim; скорочено TESV: Skyrim або TESV) — рольова відеогра, розроблена Bethesda Game Studios і опублікована Bethesda Softworks. Це п'ята гра в серії The Elder Scrolls, попередньою була The Elder Scrolls IV: Oblivion. Гра вийшла 11 листопада 2011 року для Windows, PlayStation 3 й Xbox 360. В червні 2013 гра отримала видання The Elder Scrolls V: Skyrim – Legendary Edition, що містило всі три DLC: Dawnguard, Hearthfire та Dragonborn, а також пакет HD текстур в комплекті з оригінальною грою, згодом, влітку 2016 було анонсоване перевидання The Elder Scrolls V: Skyrim – Special Edition з усім вмістом попереднього видання, оновленим рушієм та покращеною графікою. Реліз перевидання відбувся 28 жовтня 2016 для платформ ПК, PlayStation 4 та Xbox One. Власники повної ліцензійної гри на ПК отримали перевидання безкоштовно.
Головна лінія сюжету Skyrim присвячена намаганням головного героя перемогти дракона Алдуїна, старшого сина головного бога Тамріелю Акатоша. За пророцтвом Алдуїн знищить світ. Події гри відбуваються в провінції Скайрим через 200 років після подій Oblivion. У той час у Скайримі починається громадянська війна, що розпочалася з убивства верховного короля Скайриму. Skyrim має відкритий світ, як це властиво всій серії ігор The Elder Scrolls. Гравець може за бажанням досліджувати світ, або виконувати додаткові завдання замість виконання завдань основного квесту.

## Геймплей
Гра збудована за принципом нелінійного ігрового процесу (геймплею), характерного для всієї серії The Elder Scrolls. Гравець може зануритись у світ Скайриму, подорожуючи пішки, верхи або використовуючи швидке переміщення між уже відкритими локаціями. Квести головний герой або героїня гри отримує від некерованих гравцем персонажів та від системи Radiant Story, що відповідає за розвиток подій у грі. Ці квести можуть динамічно змінюватися з врахуванням вчинків гравця, які можуть впливати на поведінку й прагнення інших персонажів.
Система Radiant Story також підказує гравцю, де знаходяться ті недосліджені підземелля, що є метою черго́вого квесту. Поза виконанням квестів герой може розмовляти з іншими персонажами гри, які можуть просити допомоги чи послуг у героя гри, герой може також навчатися у них. Крім квестів, заздалегідь записаних у сценарій, деякі квести генеруються динамічно, завдяки чому число квестів необмежене. Деякі персонажі гри можуть ставати супутниками героя в його мандрівках і союзниками в бою. Гравець може вступати до угрупувань на кшталт організації асасинів — Темного братства. Кожне угруповання має власний центр і власну послідовність квестів для героя. Герой може стимулювати економіку міст та сіл, виконуючи для них роботи на зразок вирощування сільськогосподарської продукції або добування руд. Він також може саботувати виробництво в містах.
Основним елементом гри є розвиток героя. На початку гравець обирає для свого героя одну з людських, ельфійських або зооморфічних рас, у кожної з яких є свої природні задатки. Крім того гравець має змогу дещо змінити те, як виглядатиме його герой. Далі перед гравцем стоїть завдання покращувати «вміння» свого героя. Ці «вміння» задаються числовими характеристиками, й відповідають можливостям героя у відповідних областях діяльності. Усі «вміння» поділені на катерогії, що відподають бою, магії та непомітності. Рівень героя підвищується тоді, коли сумарне покращення вмінь досягає певної межі. 
Попередні ігри серії The Elder Scrolls використовували систему класів персонажів, що вирішувала, які з умінь відповідатимуть за зростання рівня гравця. У Skyrim цієї системи нема, що сприяє природному розвитку улюбленого стилю гравця. Коли рівень героя зростає, гравець може збагатити арсенал героя певними можливостями, або ж накопичувати очки досвіду для подальшого використання. Після 50-го підвищення рівня герой усе ще може заробляти очки досвіду й зростати, але швидкість зростання значно зменшується.
Коли один із трьох атрибутів гравця: здоров'я, магія та запас сил, зменшуються, на екрані з'являється відповідний індикатор. Здоров'я може зменшитися зазвичай у бою, його можна відновити заклинаннями, еліксирами або відпочинком. Повна втрата здоров'я означає смерть. Магія дозволяє герою використовувати заклинання, при чому вона зменшується, а потім природно відновлюється з часом. Її можна відновити тими ж засобами, що й здоров'я. Запас життєвих сил є визначальним фактором ефективності героя в бою, він зменшується при ривках, стрибках й ударах. Його теж можна відновити різними засобами, аналогічно до попередніх атрибутів. 
Предмети, які гравець має при собі, можна подивитися, активовуючи меню. Їх можна розглядати у трьох вимірах, що має важливе значення при розгадуванні головоломок, які трапляються у підземеллях. Бойові якості героя спираються на використання зброї та обладунків, які можна придбати в кузнях, та на магію, яку теж можна надбати, за гроші або іншим чином. Герой може брати зброю в обидві руки, може змінювати свій арсенал через меню швидкого доступу, в яке гравець обирає для нього улюблені предмети та магічні засоби. Щити можна використовувати не тільки для захисту від ударів супротивника, а й для завдавання власних ударів. У сутичках можна використовувати тупу зброю, клинки й сокири, кожен вид зброї в арсеналі має свої переваги та недоліки. Магію можна застосовувати у формі заклинань. Кожне з 85 заклинань має свою особливу дію, наприклад, відновлення власного здоров'я або пошкодження здоров'я і запасу сил супротивника дією морозу. Для далекого бою можна використовувати луки. Ними можна також битися в щільному бою. Гравець може перейти в режим непомітності, що дозволяє залазити в кишені інших персонажів або завдавати несподіваних ударів. Якщо герой кидає на землю непотрібну йому здобич, наприклад, щити чи одяг, деякі з некорованих гравцем персонажів можуть підібрати їх, іноді навіть запитуючи дозволу в героя.
Мандруючи ігровим світом, герой може зустрітися з дикими звірами. Чимало з істот дикої природи одразу ж ворожі, а тому їх можна вбивати. Дракони — значний чинник у розвитку сюжету гри й геймплеї. При розробці гри драконами та їхньою роллю у світі займалася окрема група. Дракони бувають різних видів і можуть зустрічатися як поодинці, так і групами. Вони генеруються випадково, тобто їхня кількість може бути довільною. Дракони можуть у будь-яку мить напасти на місто чи село. Але не всі вони ворожі, й гравець може спілкуватися з неворожими драконами. На початку головного квесту герой гри довідується, що є дракононародженим, а, отже, має хист до особливого роду заклинань, які називаються драконовими криками. Досліджуючи підземелля, можна натрапити на двадцять різних драконових криків, які можна активувати, поглинувши душу вбитого дракона

## Короткий опис

### Історична сцена
Skyrim не є прямим продовженням Oblivion, а новим розділом у серії The Elder Scrolls. Події гри відбуваються через 200 років після подій Oblivion.
За 30 років до подій гри між Імперією, якою керують люди, та Альдмерським Домініоном, яким керують ельфи, почалася війна, яка отримала назву Велика війна.
Поступово ельфи завоювали території Імперії, через що тій довелося підписати мирний договір на умовах ельфів. Це обурило багатьох жителів Імперії, оскільки однією з умов була заборона на поклоніння Талосу, засновнику Імперії, якого зробили богом.
Охороною імператора, а також великими драконоборцями раніше було Братство Клинків (Леза), яке замінили на іншу охорону, яку називають Пенітус Окулатус (вони більше не вбивають драконів, а тільки захищають імператора) і поступово члени Клинків помирали або ж усамітнювалися від решти світу.
Після вбивства верховного короля Скайриму в королівстві нордів спалахнула громадянська війна — більшість корінних жителів бажали відділитися від Імперії через умови мирного договору між Імперією та Альдмерським Домініоном, інша частина все ж прагнула залишитися в ній.
Як і попередні ігри серії The Elder Scrolls, Skyrim розпочинається з того, що головного героя гри, полоненого невідомого походження, везуть на страту в Хелґен, оскільки той незаконно перетнув кордон, разом з солдатами руху Плащів Бурі, який очолює вбивця верховного короля Ульфрик Буревісник (англ. Ulfric Stormcloak), ярл Віндхельма та претендент на трон. У мить, коли герою повинні відрубати голову, на містечко нападає дракон, завдяки чому герою вдається уникнути страти. Пізніше гравець дізнається, що громадянська війна в Скайримі є останньою в низці подій, пророкованих Стародавніми сувоями (рукописами, які «існують і не існують водночас» і «показують минуле та майбутнє»). Далі Стародавні сувої також пророкують повернення Алдуїна (англ. Alduin), сина бога-дракона часу Акатоша й передвісника кінця світу в пантеоні нордів. Алдуїн повинен поглинути світ. Основний герой — «Останній Дракононароджений» або «Останній Довакін», мисливець на драконів, якому за волею богів судилося зупинити Алдуїна й відвернути загрозу Скайриму та Тамріелю. Гравцю допомагають останні Клинки (Леза): Есберн (озвучений Максом фон Сюдовом) і Дельфіна.

### Основна сюжетна лінія
Увага, спойлери!
Героя везуть у імперське село-фортецю Хелґен на страту разом з солдатом Ралофом, злочинцем Локіром, ярлом Ульфриком Буревісником та іншими солдатами Плащів Бурі. Але під час страти на Хелґен нападає дракон і далі протагоніст повинен добратися до фортеці, де він може обрати два шляхи втечі: з імперським солдатом Хадваром або із повстанцем Плащів Бурі Ралофом. Після втечі герой прямує до найближчого містечка Рівервуд. Там його просять піти до Вайтрану за допомогою від ярла. Ярл погоджується послати в Рівервуд загін, але за це просить героя допомогти придворному чарівнику. Він дає герою завдання принести йому артефакт з руїн давніх нордів, де герой вивчає перше Слово Сили — частину ту'уму (англ. thu'um) — крику із слів на мові драконів.
Коли герой повертається в Вайтран, його просять допомогти захистити місто від нападу дракона. Після перемоги герой поглинає душу дракона й довідується від місцевих ратників, що він, можливо, дракононароджений і має хист розмовляти мовою драконів і поглинати їхні душі. Повернувшись до ярла з новиною про перемогу над драконом, герой гри отримує запрошення зустрітися з Сивобородими, чернечим орденом із храму Високий Гротґар, розташованого на схилі гори Гирло Світу. Сивобороді навчають героя шляху голосу — вченню використання ту'умів силою та порядком і розповідають йому про долю й роль дракононароджених.
Після недовгого навчання новим Словам Сили для випробовування сил героя Сивобороді наказують йому здобути ріг легендарного Юрґена Закликаючого Вітер. Однак, герой не знаходить рогу — його вкрали. Злодій — Дельфіна, господиня таверни в Рівервуді, а також одна з останніх Клинків. Пізніше, разом із Дельфіною гравець стає свідком того, як Алдуїн пробуджує дракона із могильного кургану. Здолавши пробудженого дракона, Дельфіна радить герою знайти Есберна, іншого Клинка, який досліджував драконів, який за її відомостями переховується в каналізаційних ходах міста Ріфтен.
Герой довідується від старійшини Сивобородих, що древні норди використали проти Алдуїна Стародавні Сувої, відправивши його вперед у часі (простіше, в майбутнє). Гравцю наказують відшукати один із Стародавніх сувоїв серед двемерських руїн Альфтанд. Він використовує Стародавній сувій для подорожі в минуле з метою довідатися у древніх нордів могутній крик "Драконобій". Дізнавшись, як древні норди перемогли Алдуїна, герой повертається назад, після чого прилітає сам Алдуїн на вершину Гирла Світу, де бореться з Довакіном, якому допомагає дракон Партурнакс. Після бою переможений Алдуїн утікає до Совнґарду — потойбічного світу в пантеоні нордів. За словами його брата Партурнакса, він харчується душами загиблих нордів, щоб набратися сил. Герой довідується, що Драконяча Межа — палац ярла Вайтрану, був спочатку задуманий як пастка для дракона Нумінекса. За умови, що досі громадянська війна не була закінчена, ярл Вайтрану відмовляється дозволити гравцеві використати палац, що поставило б під загрозу місто в умовах громадянської війни між Плащами Бурі й Імперським легіоном. За допомогою Сивобородих гравець скликає нараду між генералом Туллієм та Ульфриком Буревісником. Йому вдається домовитися про перемир'я, доки не відвернена загроза з боку драконів.
Герой викликає й ловить у пастку дракона на ім'я Одавінґ (англ. Odahviing) і дізнається від нього, що Алдуїн утік у Совнґард через портал, розташований високо в горах, у древньому форті під назвою Скулдафн. Одавінг, вражений ту'умом героя, згоджується перенести його в Скулдафн. На його думку, Алдуїн проявив себе слабаком, не гідним правління над драконами. У Скулдафні знаходиться портал до Совнґарду й зустрічає там Ісґрамора, легендарного норда-полководця, який на чолі п'яти сотень ратників-побратимів вигнав із Скайриму ельфів. Ісґрамор розповідає герою, що Алдуїн влаштував у Совнґарді пастку для душ, завдяки чому набирається сил, пожираючи душі героїчно померлих нордів. Гравець зустрічає трьох героїв нордських легенд — тих, хто здобув перемогу над Алдуїном (саме від них герой дізнався крик "Драконобій"). З їхньою допомогою він виходить на бій із Алдуїном, Пожирачем Світу, і знищує його.
Після цього дракони не зникли зі Скайриму, але всі почали дякувати Довакіну за перемогу над Алдуїном.

## Розробка
Концепція гри виникла незабаром після випуску Oblivion у 2006 році, але робота над грою не почалася до випуску Fallout 3 у 2008. Розробники вважали, що гра повинна бути духовним спадкоємцем як Fallout 3, так і попередніх ігор із серії The Elder Scrolls. Над грою працював колектив із приблизно 100 людей, до числа яких входили як нові таланти, так і ветерани серії. Керував розробкою Тодд Говард, режисер багатьох ігор, випущених Bethesda Softworks.

### Технологія
Skyrim використовує новий рушій компанії, що одержав назву Creation Engine.
Bethesda офіційно оголосила, що цей рушій використовуватиметься принаймні ще в одному проекті. Після випуску Fallout 3 розробники уклали довгий перелік вимог, які повинен задовільняти Skyrim, і, за словами Говарда, колектив «виконав їх усіх й не спинився на цьому». Якби колектив розробників не зумів добитися виконання задуманого при сучасному рівні апаратного забезпечення, їм довелося б чекати на появу наступного покоління машин і випустити Skyrim тільки тоді, але, за словами Говарда, сучасний рівень технології не став перепоною для розробників. Creation Engine дозволила впровадити численні покращення графічного відтворення порівняно з попередніми іграми серії The Elder Scrolls; Говард приводить приклад того, що гравець може розглядати невеличкий об'єкт на зразок виделки, а в наступну мить глянути на вершину гори й вибігти на неї. Динамічне освітлення дозволило створити тіні будь-якої будівлі чи предмету. Тоді як у попередніх іграх Bethesda використовувала технологію SpeedTree для формування рослин і дерев, Skyrim пішов далі, формуючи детальніші зображення. Наприклад, власна технологія компанії дозволила надати гілкам дерева власну вагу, чим визначається те, як дерево гнеться від вітру. Крім того, ця технологія дозволила вітру впливати на потік води в річках і струмках. Зважаючи на те, що у світі гри багато снігу, було покращено відтворення погодних явищ, на заміну простим текстурам попередніх ігор впроваджено динамічні снігопади.